# Bafutia tenuicaulis
Bafutia tenuicaulis là một loài thực vật có hoa thuộc họ Asteraceae.
Loài này có ở Cameroon và Nigeria.
Môi trường sống tự nhiên của chúng là vùng nhiều đá.